# VTT cross-country masculin aux Jeux olympiques d'été de 2012
Navigation
Pékin 2008 Rio de Janeiro 2016
Le cross-country VTT masculin, épreuve de vélo tout terrain des Jeux olympiques d'été de 2012, a lieu le 12 août 2012 sur le site de Hadleigh Farm.
La médaille d'or revient au Tchèque Jaroslav Kulhavý, la médaille d'argent au Suisse Nino Schurter et la médaille de bronze à l'Italien Marco Aurelio Fontana.

## Programme
Tous les temps correspondent à l'UTC+1
| Date                  | Horaire | Manche |
| --------------------- | ------- | ------ |
| Dimanche 12 août 2012 | 13 h 30 | Finale |

## Résultats
La liste officielle des participants est publiée le 10 août,.
| Rang                                | Cycliste               | Pays               | Temps            |
| ----------------------------------- | ---------------------- | ------------------ | ---------------- |
| Médaille d'or, Jeux olympiques      | Jaroslav Kulhavý       | République tchèque | 1 h 29 min 07 s  |
| Médaille d'argent, Jeux olympiques  | Nino Schurter          | Suisse             | 1 h 29 min 08 s  |
| Médaille de bronze, Jeux olympiques | Marco Aurelio Fontana  | Italie             | 1 h 29 min 32 s  |
| 4                                   | José Antonio Hermida   | Espagne            | 1 h 29 min 36 s  |
| 5                                   | Burry Stander          | Afrique du Sud     | 1 h 29 min 37 s  |
| 6                                   | Carlos Coloma          | Espagne            | 1 h 30 min 07 s  |
| 7                                   | Manuel Fumic           | Allemagne          | 1 h 30 min 31 s  |
| 8                                   | Geoff Kabush           | Canada             | 1 h 30 min 43 s  |
| 9                                   | Alexander Gehbauer     | Autriche           | 1 h 31 min 16 s  |
| 10                                  | Todd Wells             | États-Unis         | 1 h 31 min 28 s  |
| 11                                  | Stéphane Tempier       | France             | 1 h 31 min 30 s  |
| 12                                  | Jan Škarnitzl          | République tchèque | 1 h 31 min 48 s  |
| 13                                  | Gerhard Kerschbaumer   | Italie             | 1 h 32 min 02 s  |
| 14                                  | Ondřej Cink            | République tchèque | 1 h 32 min 16 s  |
| 15                                  | Samuel Schultz         | États-Unis         | 1 h 32 min 29 s  |
| 16                                  | Marek Konwa            | Pologne            | 1 h 32 min 41 s  |
| 17                                  | Rudi van Houts         | Pays-Bas           | 1 h 32 min 53 s  |
| 18                                  | Ralph Näf              | Suisse             | 1 h 32 min 58 s  |
| 19                                  | Kevin Van Hoovels      | Belgique           | 1 h 33 min 01 s  |
| 20                                  | Karl Markt             | Autriche           | 1 h 33 min 18 s  |
| 21                                  | Daniel McConnell       | Australie          | 1 h 33 min 22 s  |
| 22                                  | Sergio Mantecon        | Espagne            | 1 h 33 min 46 s  |
| 23                                  | David Rosa             | Portugal           | 1 h 33 min 50 s  |
| 24                                  | Rubens Donizete        | Brésil             | 1 h 34 min 23 s  |
| 25                                  | Florian Vogel          | Suisse             | 1 h 34 min 36 s  |
| 26                                  | Catriel Soto           | Argentine          | 1 h 35 min 13 s  |
| 27                                  | Kohei Yamamoto         | Japon              | 1 h 35 min 26 s  |
| 28                                  | Leonardo Páez          | Colombie           | 1 h 36 min 02 s  |
| 29                                  | Jean-Christophe Péraud | France             | 1 h 37 min 07 s  |
| 30                                  | Marc Bassingthwaighte  | Namibie            | 1 h 37 min 17 s  |
| 31                                  | Sergiy Rysenko         | Ukraine            | 1 h 37 min 32 s  |
| 32                                  | Piotr Brzózka          | Pologne            | 1 h 38 min 37 s  |
| 33                                  | Periklís Ilías         | Grèce              | 1 h 38 min 51 s  |
| 34                                  | Moritz Milatz          | Allemagne          | 1 h 38 min 59 s  |
| 35                                  | Philip Buys            | Afrique du Sud     | 1 h 40 min 11 s  |
| 36                                  | Paolo Montoya          | Costa Rica         | 1 h 41 min 19 s  |
| 37                                  | Evgeniy Pechenin       | Russie             | 1 h 41 min 40 s  |
| 38                                  | Chan Chun Hing         | Hong Kong          | 1 h 41 min 59 s  |
| 39                                  | Adrien Niyonshuti      | Rwanda             | 1 h 42 min 46 s  |
| 40                                  | Mários Athanasiádis    | Chypre             | 1 h 43 min 25 s  |
| –                                   | Tong Weisong           | Chine              | 1 tour de retard |
| –                                   | Derek Horton           | Guam               | 1 tour de retard |
| –                                   | Sven Nys               | Belgique           | Abandon          |
| –                                   | Max Plaxton            | Canada             | Abandon          |
| –                                   | András Parti           | Hongrie            | Abandon          |
| –                                   | Julien Absalon         | France             | Abandon          |
| –                                   | Liam Killeen           | Grande-Bretagne    | Abandon          |
| –                                   | Robert Förstemann      | Allemagne          | Non-partant      |
| –                                   | Michael Vingerling     | Pays-Bas           | Non-partant      |
| –                                   | Sam Bewley             | Nouvelle-Zélande   | Non-partant      |